# Гімількон Мореплавець
Гімількон, Гімількон Магонід — карфагенський полководець, державний діяч і мореплавець V ст. до н. е., онук Магона Великого, брат Ганнона Мореплавця.
Відомий насамперед своєю мандрівкою на північний захід Європи, не надто інформативні повідомлення про яку збереглися у Плінія і Авіена. Метою подорожі Гімількона було дослідження атлантичних берегів, встановлення безпосередніх контактів з постачальниками олова (до того в ролі посередників виступали торгівці з Кадіса) та, можливо, пошук місць для заснування нових факторій і колоній Карфагена. Гімількон першим з карфагенян пройшов уздовж берегів Біскайської затоки, знайшов гирло Луари, відвідав острів Уксісама і Естримніди — зазвичай вони ототожнюються з Бретанню, Корнуоллом та сусідніми з ними островами.
Попри досягнення земель, багатих на поклади олова, і успішне повернення додому, Гімількону проте не вдалося порушити фактичну монополію Кадіса на торгівлю з мешканцями атлантичного узбережжя. Про певні труднощі свідчать і скарги мореплавця на вітри, водорості і чудовиськ, які нібито заважають мандрам в Атлантиці — хоча цілком можливо, що жахливі подробиці були спеціально додані до публічного звіту, щоб відбити бажання інших (зокрема, й конкурентів карфагенян) повторити мандрівку Гімількона.